# Радошевићи (Врбовско)
Радошевићи су насељено мјесто града Врбовског, у Горском котару, у Приморско-горанској жупанији, Република Хрватска.

## Географија
Радошевићи се налазе око 9 км сјеверозападно од Врбовског.

## Становништво
Према попису становништва из 2011. године, насеље Радошевићи је имало 35 становника.
| Националност       | 1991. | 1981. | 1971. | 1961. |
| Срби               | 34    | 33    | 68    | 79    |
| Хрвати             | 7     |       | 1     |       |
| Југословени        | 1     | 15    |       |       |
| остали и непознато | 1     | 1     |       |       |
| Укупно             | 43    | 49    | 69    | 79    |

| Демографија | Демографија | Демографија |
| Година      | Становника  | Становника  |
| ----------- | ----------- | ----------- |
| 1961.       | 79          |             |
| 1971.       | 69          |             |
| 1981.       | 49          |             |
| 1991.       | 43          |             |
| 2001.       | 29          |             |
| 2011.       |             | 35          |